# Kevin Elyot
Kevin Elyot (Birmingham, 18 luglio 1951 – Londra, 7 giugno 2014) è stato un drammaturgo e sceneggiatore inglese.

## Biografia
Autore di commedie, drammi e sceneggiati televisivi, Elyot è noto soprattutto per aver scritto la pièce My Night With Reg, che vinse il Laurence Olivier Award alla migliore commedia al suo debutto a Londra nel 1995. 
È morto nel 2014, a 62 anni, a causa di una polmonite che lo affliggeva da tempo.

## Teatro
- Coming Clean, Bush Theatre, 1982
- The Moonstone (Wilkie Collins), Worcester Swan, 1990
- Artists and Admirers (tradotto da Alexander Ostrovsky), Barbican Centre, 1992
- My Night with Reg, Royal Court Theatre, 1994
- The Day I Stood Still, Royal National Theatre, 1998
- Mouth to Mouth, Royal Court Theatre, 2001
- Forty Winks, Royal Court, 2004
- Dieci piccoli indiani (adattato dal romanzo di Agatha Christie), West End, 2005
- Twilight Song, Park Theatre, 2017

## Sceneggiature

### Televisione (parziale)
- Poirot, 3 episodi (2003-2013)
- Miss Marple, 6 episodi (2004-2013)
- Clapham Junction, regia di Adrian Shergold (2007)
- Christopher and His Kind, regia di Geoffrey Sax (2011)